# انتخابات مجلس الأمن التابع للأمم المتحدة 1973
أُجريت انتخابات مجلس الأمن التابع للأمم المتحدة لعام 1973 في 15 أكتوبر 1973 خلال الدورة الثامنة والعشرين للجمعية العامة للأمم المتحدة، التي عقدت في مقر الأمم المتحدة في مدينة نيويورك. انتخبت الجمعية العامة جمهورية بيلاروسيا الاشتراكية السوفياتية والكاميرون وكوستاريكا والعراق وموريتانيا أعضاءً غير دائمين في مجلس الأمن التابع للأمم المتحدة لفترة سنتين تبدأ في 1 يناير 1974. كانت هذه أول انتخابات للكاميرون وكوستاريكا وموريتانيا والانتخاب الوحيد لجمهورية بيلاروسيا الاشتراكية السوفياتية في المجلس.

## القواعد
يتألف مجلس الأمن من 15 مقعدا، يشغلها خمسة أعضاء دائمين وعشرة أعضاء غير دائمين. وفي كل عام، يتم انتخاب نصف الأعضاء غير الدائمين لمدة عامين.   ولا يجوز للعضو الحالي أن يترشح على الفور لإعادة انتخابه. 
وفقًا للقواعد التي يتم بموجبها تناوب المقاعد العشرة غير الدائمة في مجلس الأمن بين الكتل الإقليمية المختلفة التي تقسم إليها الدول الأعضاء في الأمم المتحدة تقليديًا لأغراض التصويت والتمثيل،  يتم تخصيص المقاعد الخمسة المتاحة على النحو التالي:
- مقعدان للدول الأفريقية (تشغلهما غينيا والسودان)
- مقعد للمجموعة الآسيوية (الآن مجموعة آسيا والمحيط الهادئ)[5]، لـ "المقعد العربي" (تشغله الهند)
- مقعد لأمريكا اللاتينية ومنطقة البحر الكاريبي (تشغله بنما)
- مقعد لمجموعة أوروبا الشرقية (تشغله يوغوسلافيا)

ولكي يتم انتخابه، يجب أن يحصل المرشح على أغلبية ثلثي الحاضرين والمصوتين. إذا كان التصويت غير حاسم بعد الجولة الأولى، فسيتم إجراء ثلاث جولات من التصويت المقيد، تليها ثلاث جولات من التصويت غير المقيد، وهكذا، حتى يتم الحصول على نتيجة. في التصويت المقيد، لا يجوز التصويت إلا على المرشحين الرسميين، بينما في التصويت غير المقيد، يجوز التصويت على أي عضو في مجموعة إقليمية معينة، باستثناء أعضاء المجلس الحاليين.

## المرشحون
أيد كل من ممثل الأردن وممثل موريشيوس، رئيسا المجموعة الآسيوية والأفريقية على التوالي، العراق وموريتانيا والكاميرون كمرشحين رسميين لمجموعتيهما الإقليمية. 

## النتيجة
أدار الانتخابات رئيس الجمعية العامة للأمم المتحدة آنذاك ليوبولدو بينيتس من الإكوادور. كان عدد الدول الأعضاء في الأمم المتحدة في ذلك الوقت 136 دولة. وكان على المندوبين أن يكتبوا أسماء الدول الأعضاء الخمس التي يرغبون في انتخابها على أوراق الاقتراع. وتم التصويت على ورقة اقتراع واحدة. وكانت هناك 125 ورقة اقتراع.
| الدولة                  | الجولة الأولى |
| ----------------------- | ------------- |
| موريتانيا               | 120           |
| الكاميرون               | 120           |
| العراق                  | 116           |
| بيلاروسيا               | 112           |
| كوستاريكا               | 104           |
| كوبا                    | 5             |
| جامايكا                 | 3             |
| رومانيا                 | 2             |
| هندوراس                 | 1             |
| إيران                   | 1             |
| ليبيا                   | 1             |
| ممتنعون                 | 0             |
| بطاقات الاقتراع الباطلة | 0             |
| الأغلبية المطلوبة       | 84            |

## روابط خارجية
- وثيقة الأمم المتحدة A/59/881 مذكرة شفوية من البعثة الدائمة لكوستاريكا تحتوي على سجل لانتخابات مجلس الأمن حتى عام 2004